# Collines sous-vosgiennes
Collines sous-vosgiennes este o arie protejată (sit de importanță comunitară — SCI) din Franța întinsă pe o suprafață de 470 ha, integral pe uscat.

## Localizare
Centrul sitului Collines sous-vosgiennes este situat la coordonatele 47°57′46″N 7°15′52″E / 47.96278°N 7.26444°E.

## Înființare
Situl Collines sous-vosgiennes a fost declarat arie specială de conservare în baza directivei 92/43 din 1992 referitoare la conservarea habitatelor naturale și a faunei și florei sălbatice pentru a proteja 3 specii de animale.

## Biodiversitate
Situată în ecoregiunea continentală, aria protejată conține 7 habitate naturale: Pajiști uscate seminaturale și facies de acoperire cu tufișuri pe substraturi calcaroase (Festuco-Brometalia) (* situri importante pentru orhidee), Fânețe de joasă altitudine (Alopecurus pratensis, Sanguisorba officinalis), Păduri de fag din Europa Centrală dezvoltate pe sol calcaros cu Cephalanthero-Fagion, Păduri de fag Asperulo-Fagetum, Pajiști carstice calcaroase sau bazofile, de Alysso-Sedion albi, Peșteri inaccesibile publicului, Păduri de fag Luzulo-Fagetum.
La baza desemnării sitului se află mai multe specii protejate:
- mamifere (1): liliac comun (Myotis myotis)
- nevertebrate (2): Euplagia quadripunctaria, rădașcă (Lucanus cervus)

Pe lângă speciile protejate, pe teritoriul sitului au mai fost identificate 127 de specii de plante, 25 de specii de păsări, 1 specie de amfibieni, 5 specii de mamifere, 1 specie de nevertebrate, 4 specii de reptile.